# Армстронг-Джонс, Дэвид, 2-й граф Сноудон
Дэвид Альберт Чарльз Армстронг-Джонс (англ. David Albert Charles Armstrong-Jones; родился 3 ноября 1961 года, Лондон, Великобритания) — британский аристократ, 2-й граф Сноудон, 2-й виконт Линли и 2-й барон Армстронг-Джонс с 2017 года, член британской королевской семьи. Сын принцессы Маргарет, двоюродный брат короля Карла III. Занимает 26-е место в порядке наследования британского престола. 

## Биография
Дэвид Армстронг-Джонс родился в 1961 году в Кларенс-хаусе, в семье Энтони Армстронг-Джонса, 1-го графа Сноудона, и принцессы Маргарет, младшей сестры британской королевы Елизаветы II. По отцу он принадлежит к мелкому валлийскому дворянству, а через бабку, Энн Мессель, является потомком немецко-еврейской банкирской семьи Месселей и праправнуком архитектора Альфреда Месселя. Энтони Армстронг-Джонс, работавший фотографом, благодаря женитьбе на принцессе получил графский титул, стал членом Палаты лордов и королевской семьи.
В 1978 году родители Дэвида Армстронг-Джонса развелись; его отец годом позже женился снова, на Люси Линдсей-Хогг. У Дэвида есть полнородная сестра Сара (родилась в 1964 году), жена Дэниела Чатто, и единокровная сестра Фрэнсис (родилась в 1979 году), жена Родольфа фон Гофмансталя.
Дэвид окончил закрытую школу в Ист-Гэмпшире, позже занялся бизнесом: основал в 1985 году фирму David Linley Furniture Ltd., занимающуюся производством эксклюзивной мебели. В 2003 году издал книги «Классическая мебель» и «Экстраординарная мебель». При жизни отца он носил «титул учтивости» виконт Линли, в 2017 году унаследовал титул графа Сноудона.
8 октября 1993 года Армстронг-Джонс женился на Серене Алейне Стэнхоуп, дочери Чарльза Стэнхоупа, 12-го графа Харрингтона. В этом браке родились двое детей:
- Чарльз Патрик Иниго Армстронг-Джонс (родился 1 июля 1999 года), виконт Линли[2];
- Маргарита Элизабет Роуз Алейна Армстронг-Джонс (родилась 14 мая 2002 года)[2][6].

## Герб

Герб Дэвида Армстронг-Джонса, как виконта Линли (до 2017 года)
Герб Дэвида Армстронг-Джонса, как 2-го графа Сноудона (с 2017 года)